# Udenus w-nigrum
Udenus w-nigrum is een rechtvleugelig insect uit de familie grottensprinkhanen (Rhaphidophoridae). De wetenschappelijke naam van deze soort is voor het eerst geldig gepubliceerd in 1900 door Brunner von Wattenwyl.